# Alain Le Breton de la Vieuville
Alain Le Breton de la Vieuville (né à Saint-Malo le 28 octobre 1711 mort le 9 septembre 1789) est maire de Saint-Malo de 1770 à 1773 et de 1777 à 1786.

## Biographie
Alain le Breton est le fils du capitaine corsaire Julien le Breton et le petit-fils et homonyme de Alain Le Breton de la Plussinais maire de Saint-Malo. Son oncle paternel Pierre Le Breton de la Vieuville fut également maire de 1755 à 1758.
Alian III le Breton, seigneur de la Plussinnais et du Blessin et d'autres lieux est l'un des principaux armateurs de Saint-Malo pendant la seconde moitié du XVIIIe siècle particulièrement dans lors de la décennie 1770 pour le commerce avec  l'Océan Indien. Commandant de la milice malouine il est connétable de la ville en 1784. il avait exercé deux fois la fonction de maire et les corps constitués assistent à ses obsèques.

## Sources
- Gilles Foucqueron Saint-Malo 2000 ans d'histoire édité par lui même Saint-Malo 1999,  (ISBN 9782950030450), Tome I, p. .929
- André Lespagnol Messieurs de Saint Malo: une élite négociante au temps de Louis XIV Presses Universitaires de Rennes (1997) deux Tomes  (ISBN 2 86 847229 X) p. 853
- André Lespagnol Histoire de Saint-Malo et du pays malouin édition Privat Toulouse, 1984   (ISBN 978-2708982307) p. 305